# Bayanchandmani
Bayanchandmani (tiếng Mông Cổ: Баянчандмань) là một sum của tỉnh Töv ở Mông Cổ. Vào năm 2007, dân số của sum là 3.322 người.

## Địa lý
Sum có diện tích khoảng 600 km2. Trung tâm sum, Ikh Suuj, nằm cách tỉnh lỵ Zuunmod 106 km và thủ đô Ulaanbaatar 67 km.

### Khí hậu
Bayan-Önjüül có nhiệt độ trung bình hàng năm trong khu vực là 2 °C. Tháng ấm nhất là tháng 7, khi nhiệt độ trung bình là 22 °C và lạnh nhất là tháng 1, với −21 °C. Lượng mưa trung bình hàng năm là 401 mm. Tháng ẩm ướt nhất là tháng 7, với lượng mưa trung bình là 93 mm, và khô nhất là tháng 2, với 2 mm.

## Kinh tế
Sum có một trường học, bệnh viện, trung tâm thương mại, nhà văn hóa và nhà nghỉ.